# Wolfgang Plotka
Wolfgang Plotka (* 16. Mai 1941 in Berlin, Deutsches Reich) ist ein ehemaliger deutscher Eishockeyspieler und Mitglied der Hall of Fame des deutschen Eishockeymuseums.

## Karriere
Wolfgang Plotka spielte von 1958 bis 1971 beim SC Dynamo Berlin, mit dessen Team er mehrfach DDR-Meister wurde. 1981/82 trat er noch einmal in der DDR-Bestenermittlung für die BSG Monsator Berlin an. Nach einer Pause spielte er nochmal in der Saison 1992/93 für den Berliner SC, bevor er letztmals in der Saison 1998/99 beim 1. FEV Brunndöbra auflief.
International spielte er für die Eishockeynationalmannschaft der DDR und nahm an den Olympischen Winterspielen 1968 und an den Eishockey-Weltmeisterschaften von 1963 bis 1970 teil.